# St. Sebastianus (Dorsel)

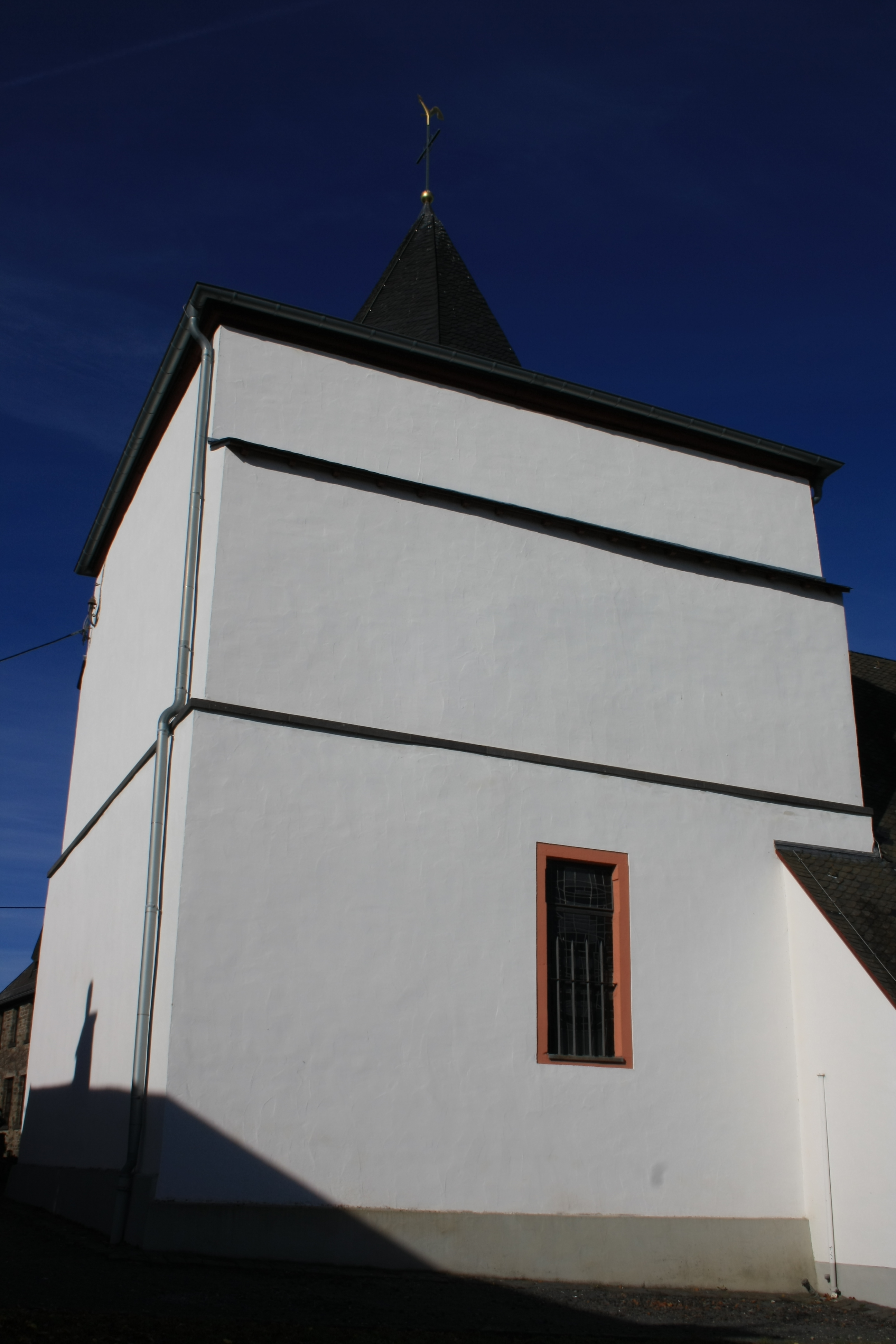
Mittelalterlicher Turm von St. Sebastianus in Dorsel

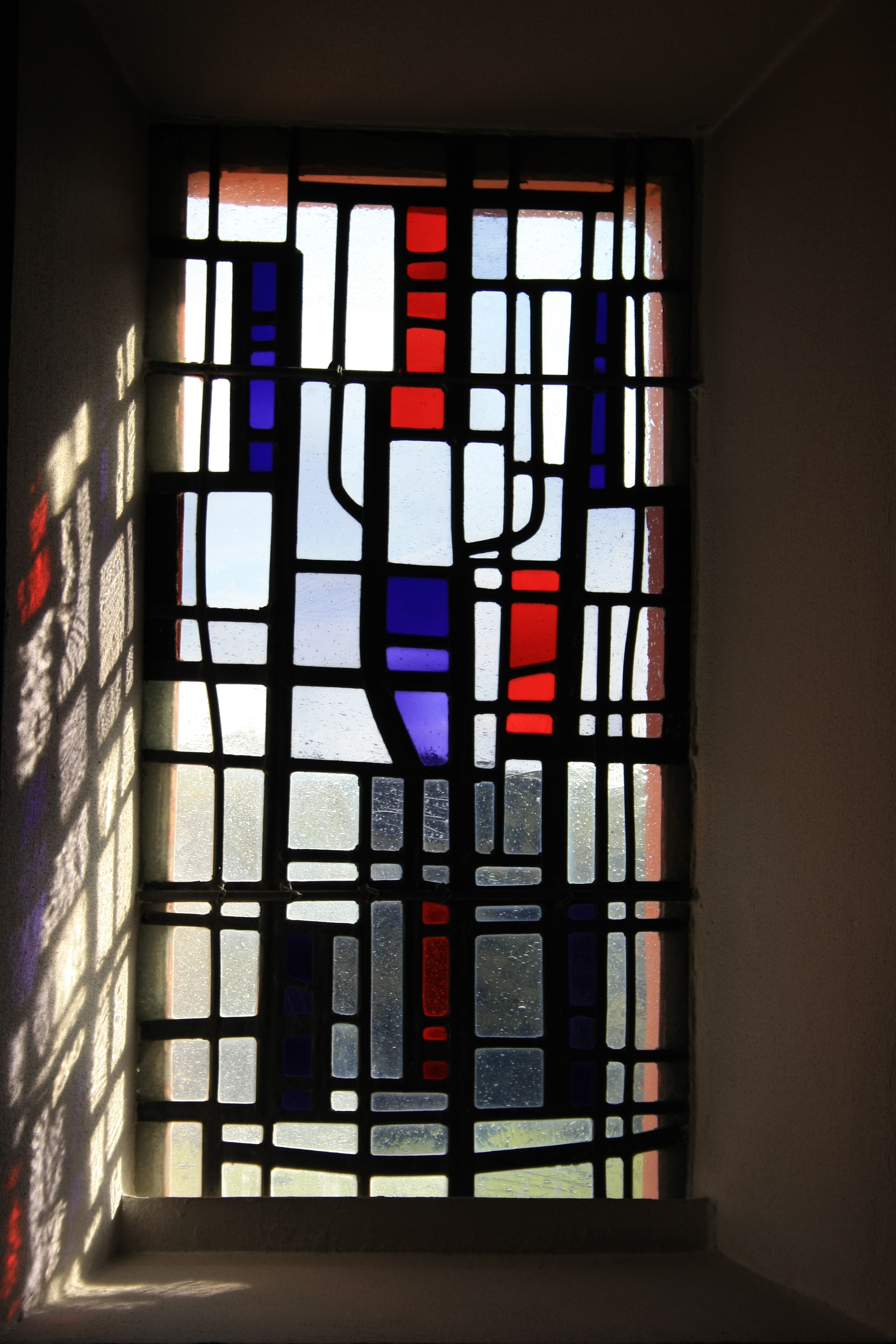
Bleiglasfenster in der Kirche

Die katholische Pfarrkirche St. Sebastianus in Dorsel, einer Ortsgemeinde im Landkreis Ahrweiler in Rheinland-Pfalz, wurde bereits im Mittelalter erbaut und ist dem heiligen Sebastian geweiht. Die Kirche ist ein geschütztes Kulturdenkmal.

## Geschichte
Die erste Beleg für eine Kirche in Dorsel ist aus dem Jahr 1316. Der heute noch erhaltene mittelalterliche Turm, mit einer mehr als zwei Meter dicken Mauer, könnte auch als Wehrturm genutzt worden sein. Der Turm hat ein niedriges, scharf eingeknicktes Dach.
Das Kirchenschiff entstand im 20. Jahrhundert und ist mit dem alten Turm verbunden. Die flache Decke ist an den Seiten abgeschrägt. Die Reihe von abstrakt gestalteten Bleiglasfenstern an der Südseite geben dem Innern ein buntes Licht.

## Ausstattung
Der Hauptaltar, ein Marienaltar, und die zwei Seitenaltäre stammen aus der Zeit um 1700. Der Taufstein aus Basaltlava, teilweise in die südliche Turmwand eingelassen, soll aus dem 13. Jahrhundert stammen. 

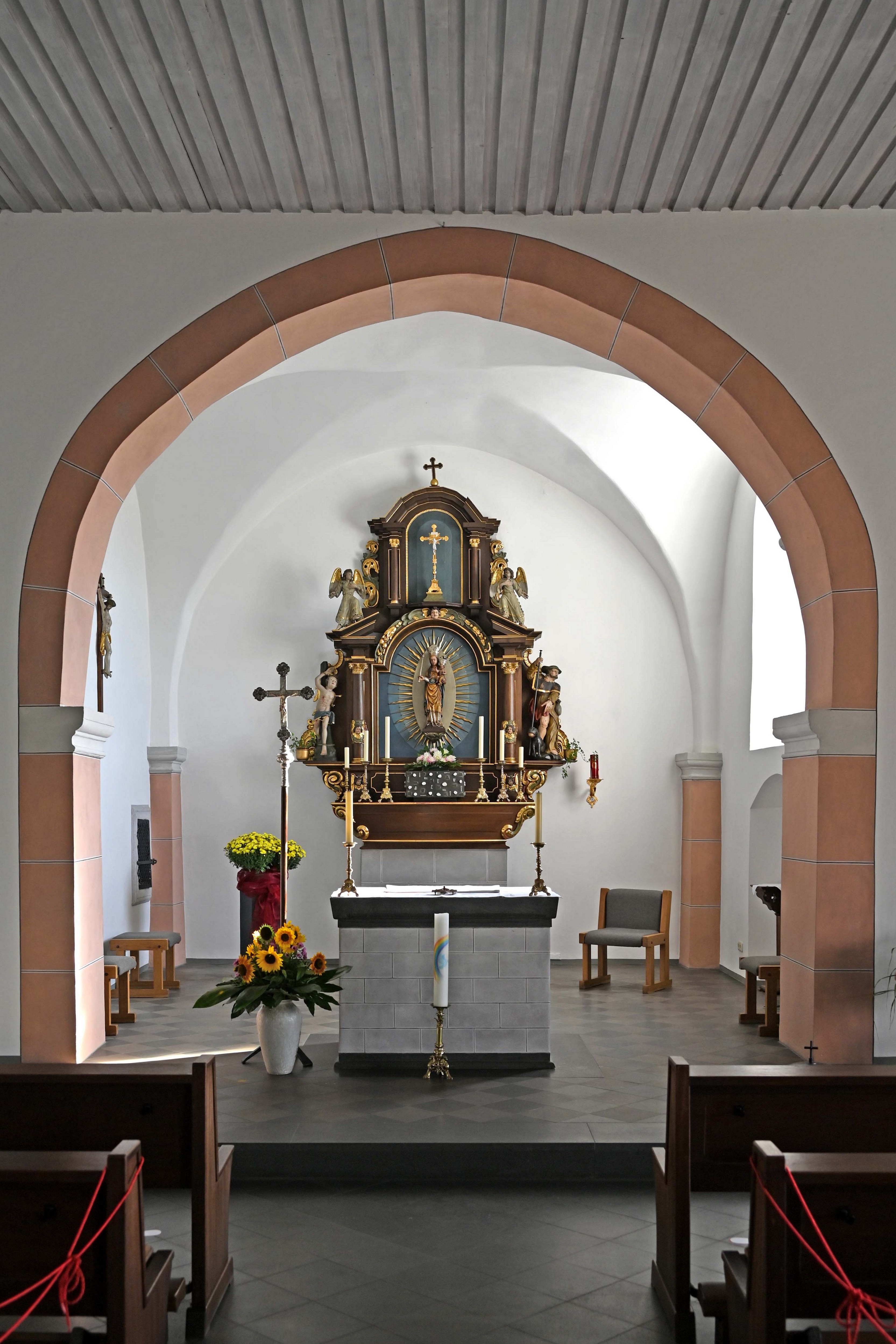
Hochaltar
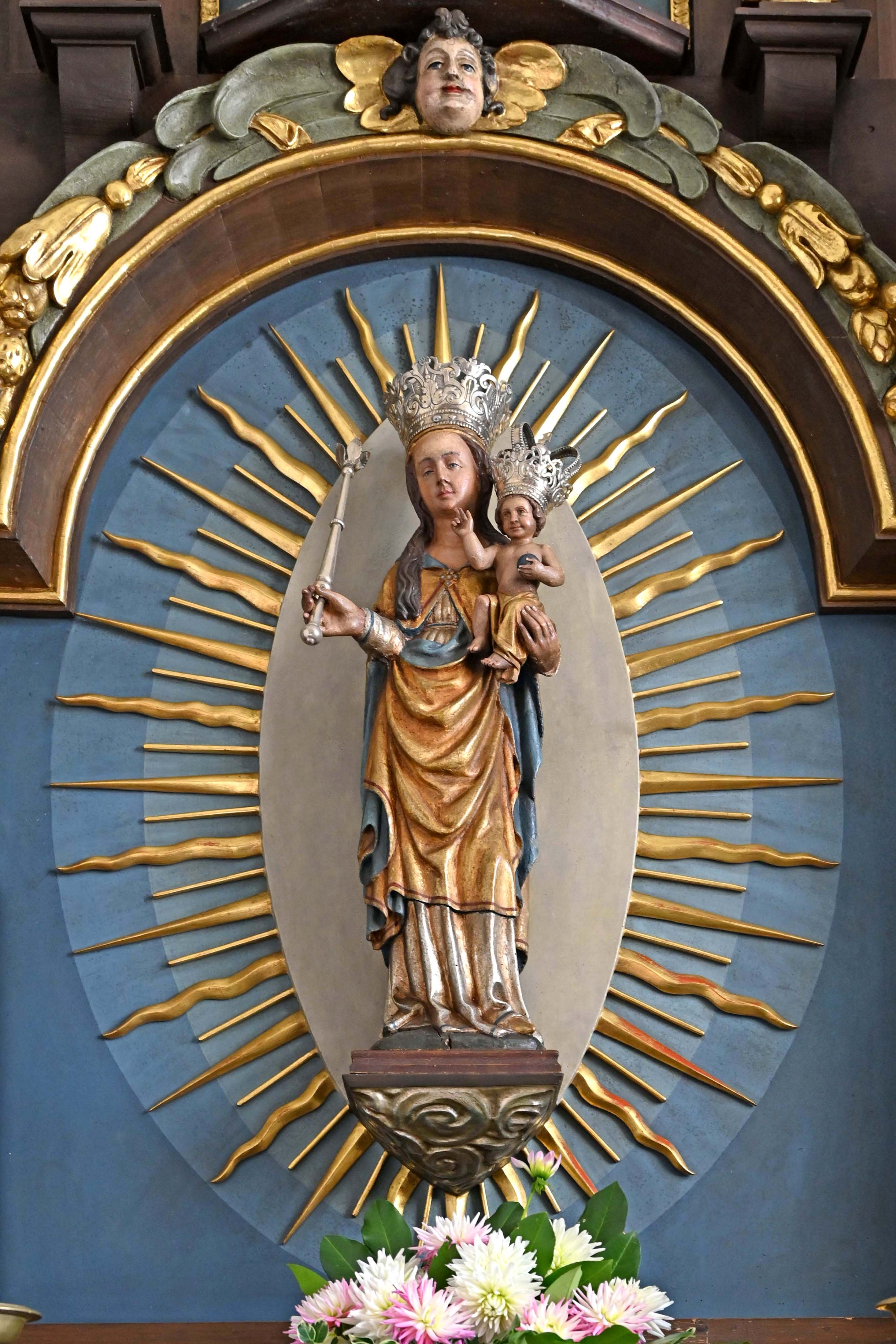
Madonna im Strahlenkranz
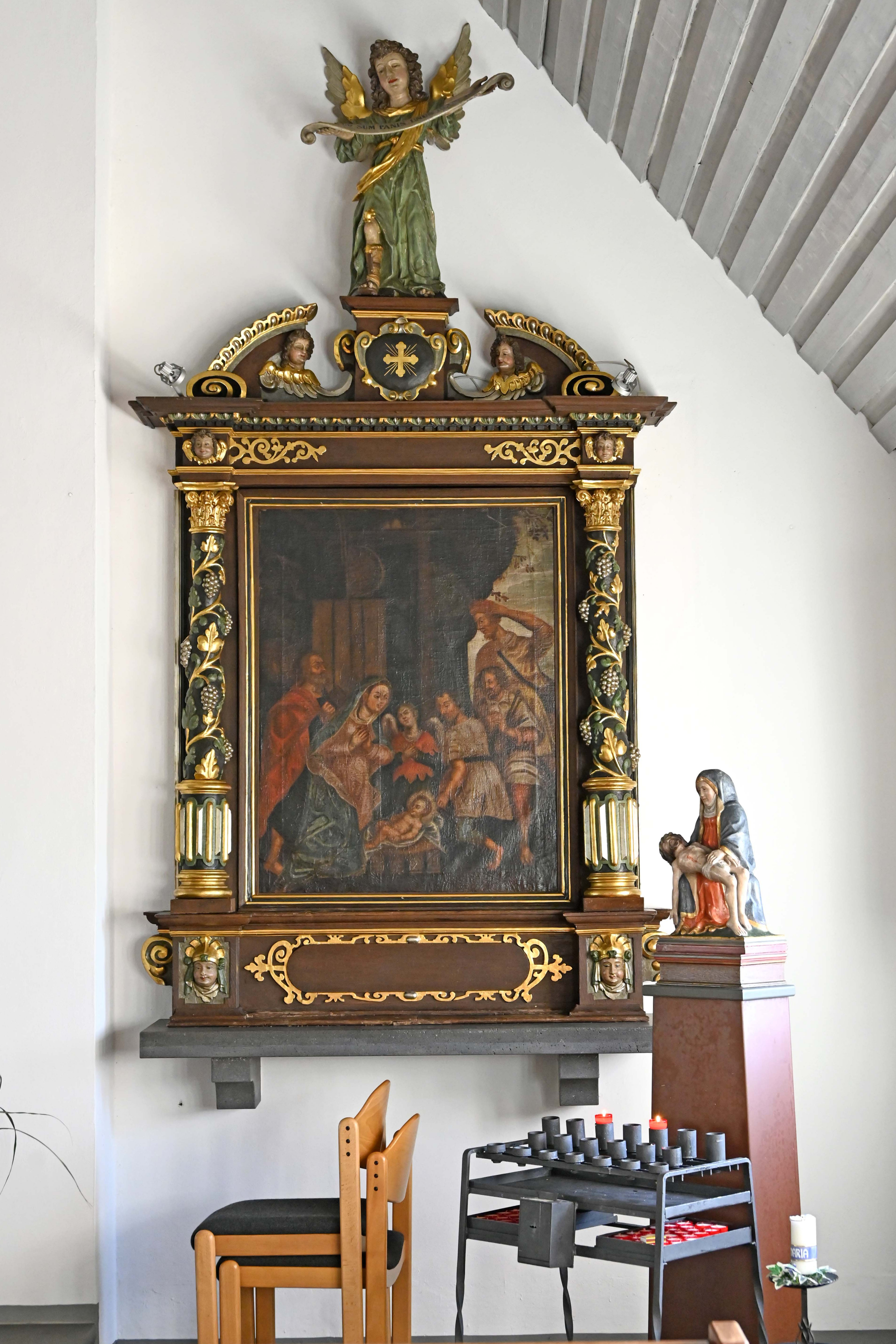
Weihnachtsaltar

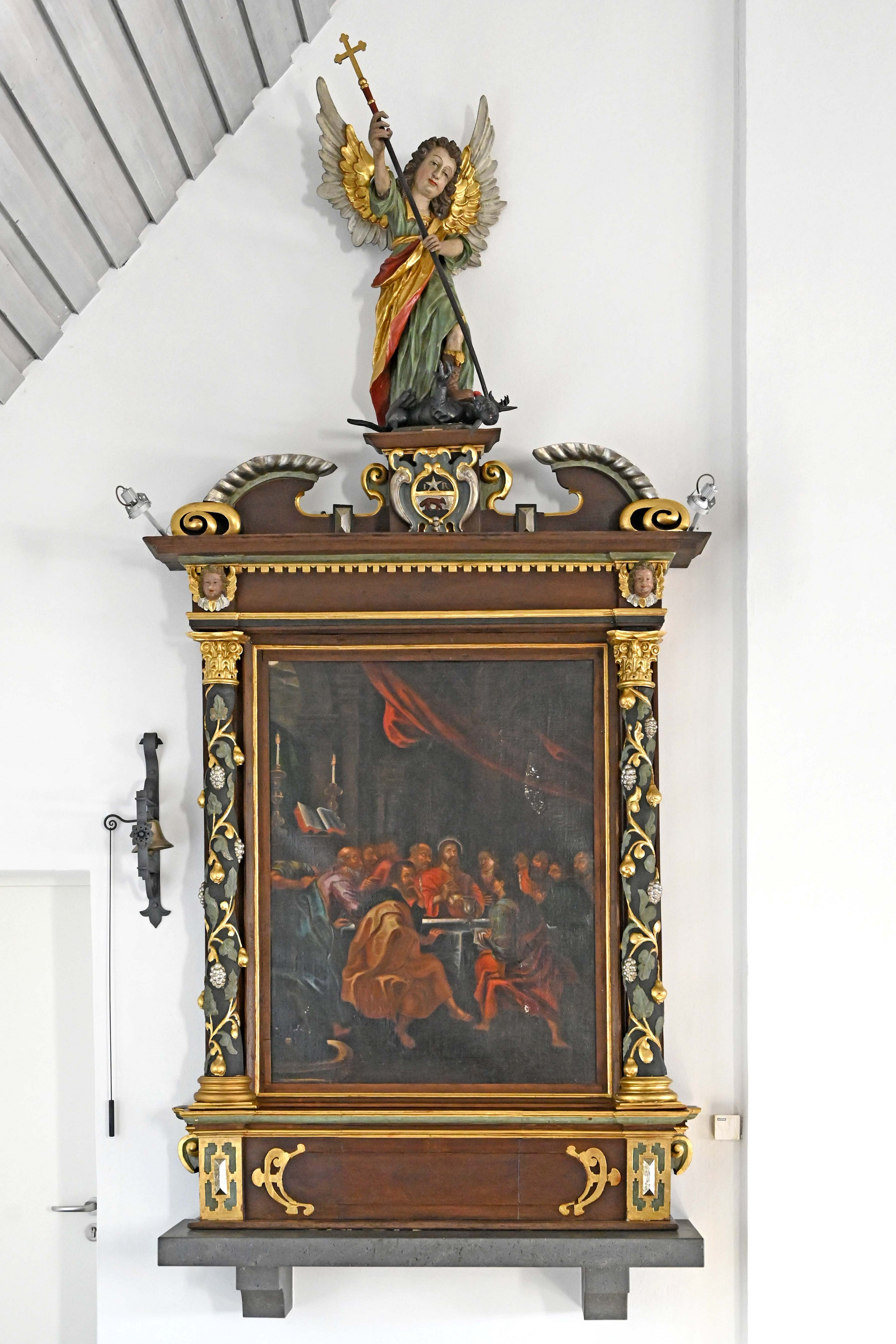
Abendmahlsaltar
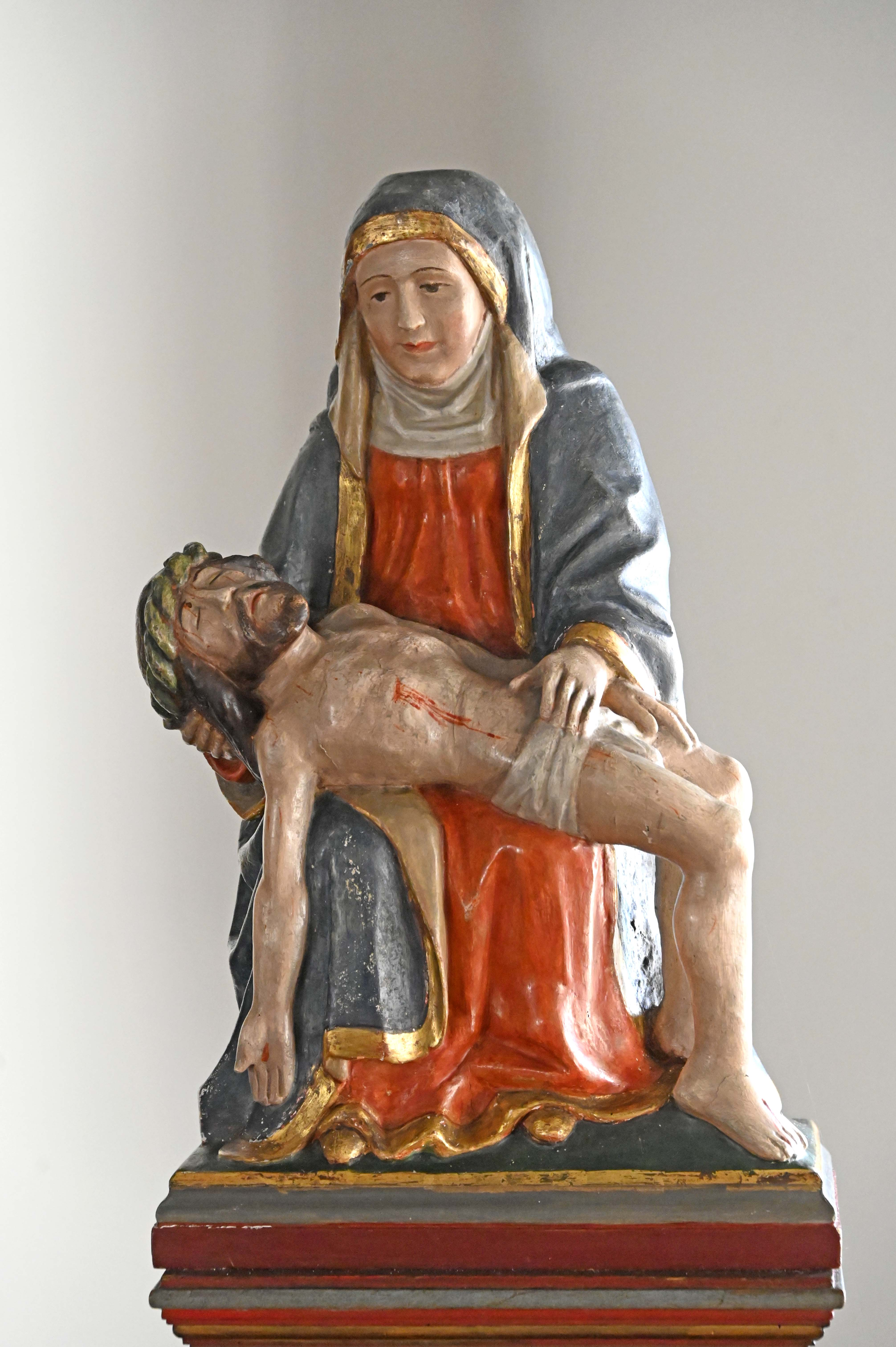
Pietà
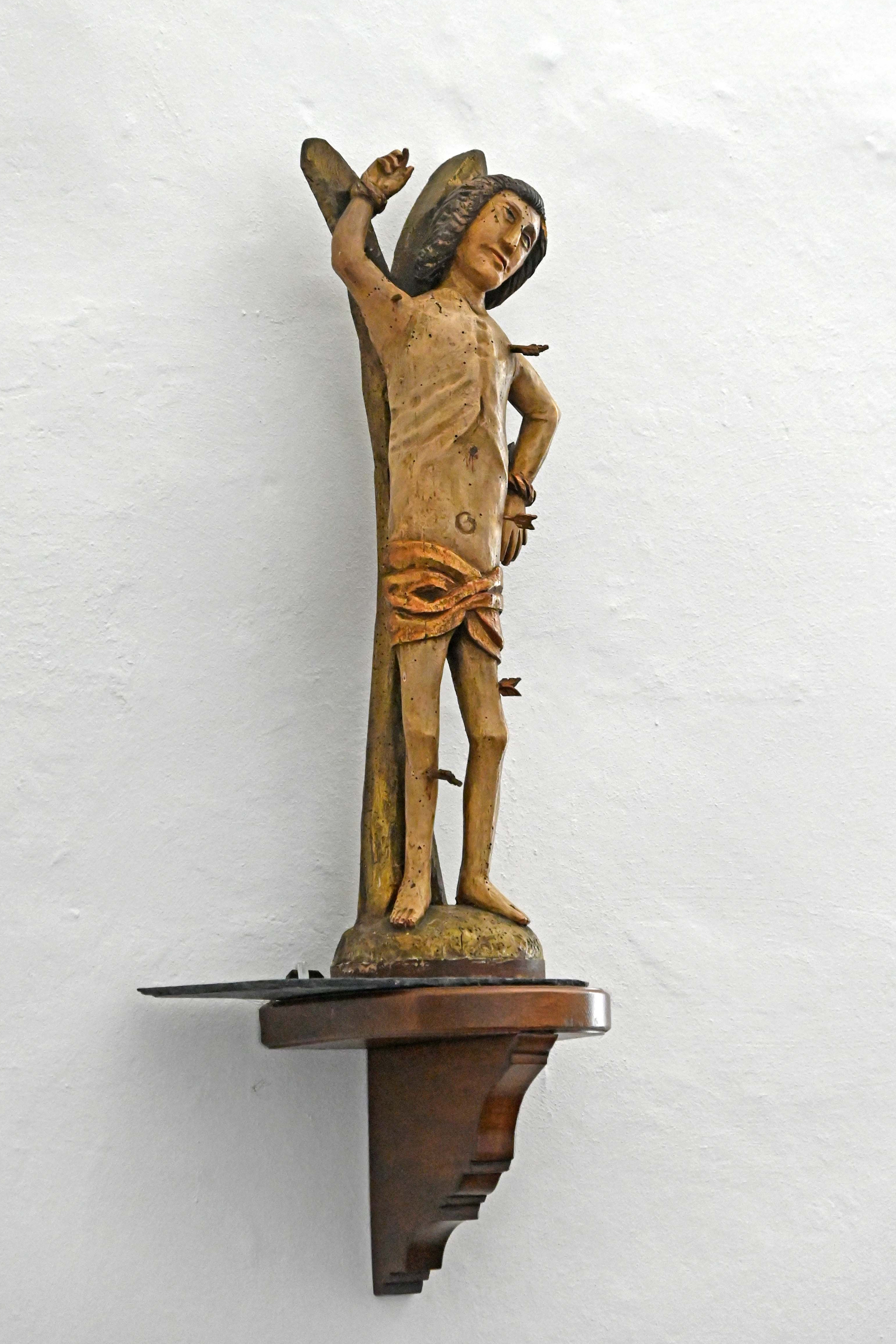
Statue St. Sebastian